# Juncus bulbosus
Juncus bulbosus es una herbácea de la familia de las juncáceas.

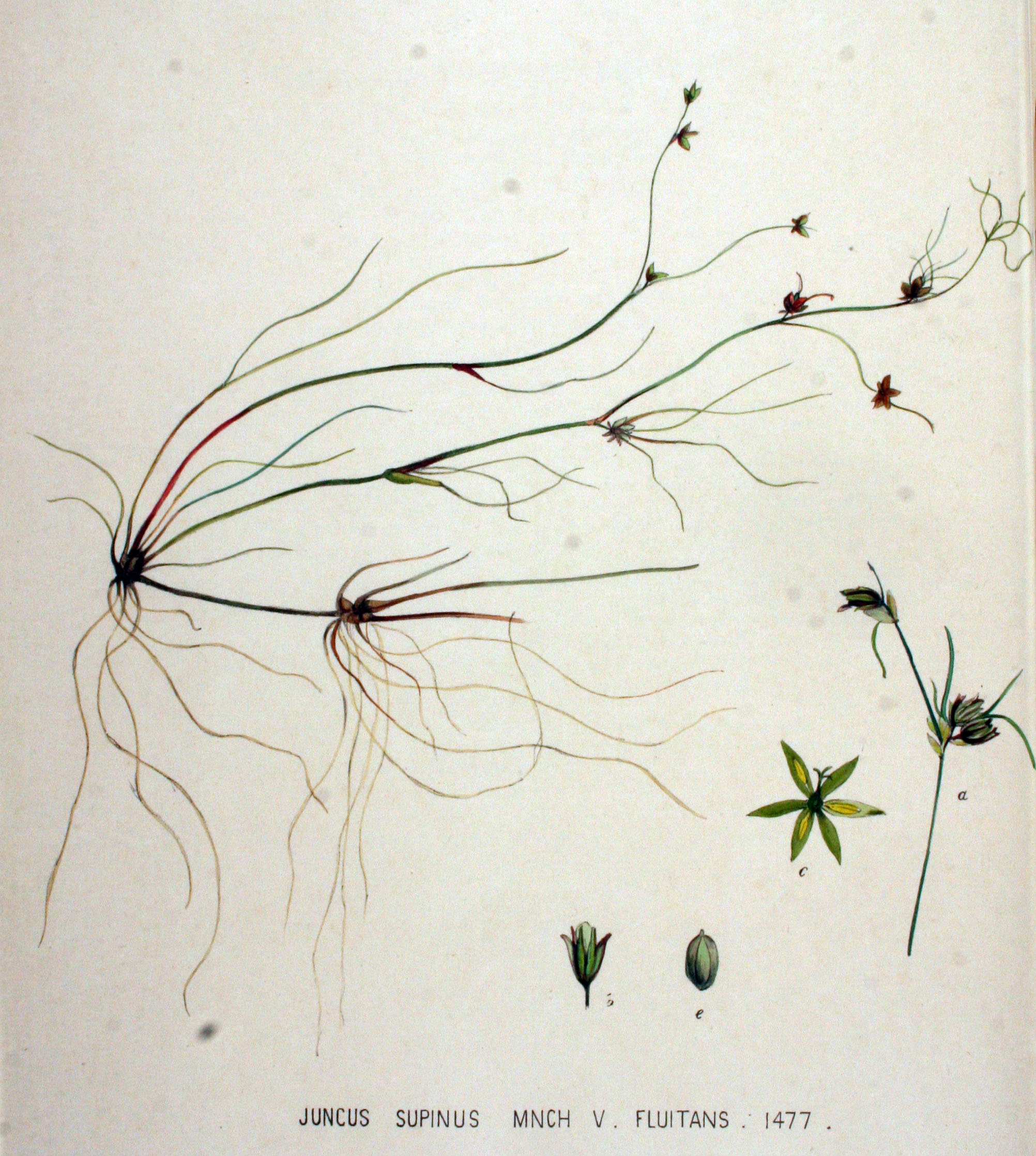
Ilustración

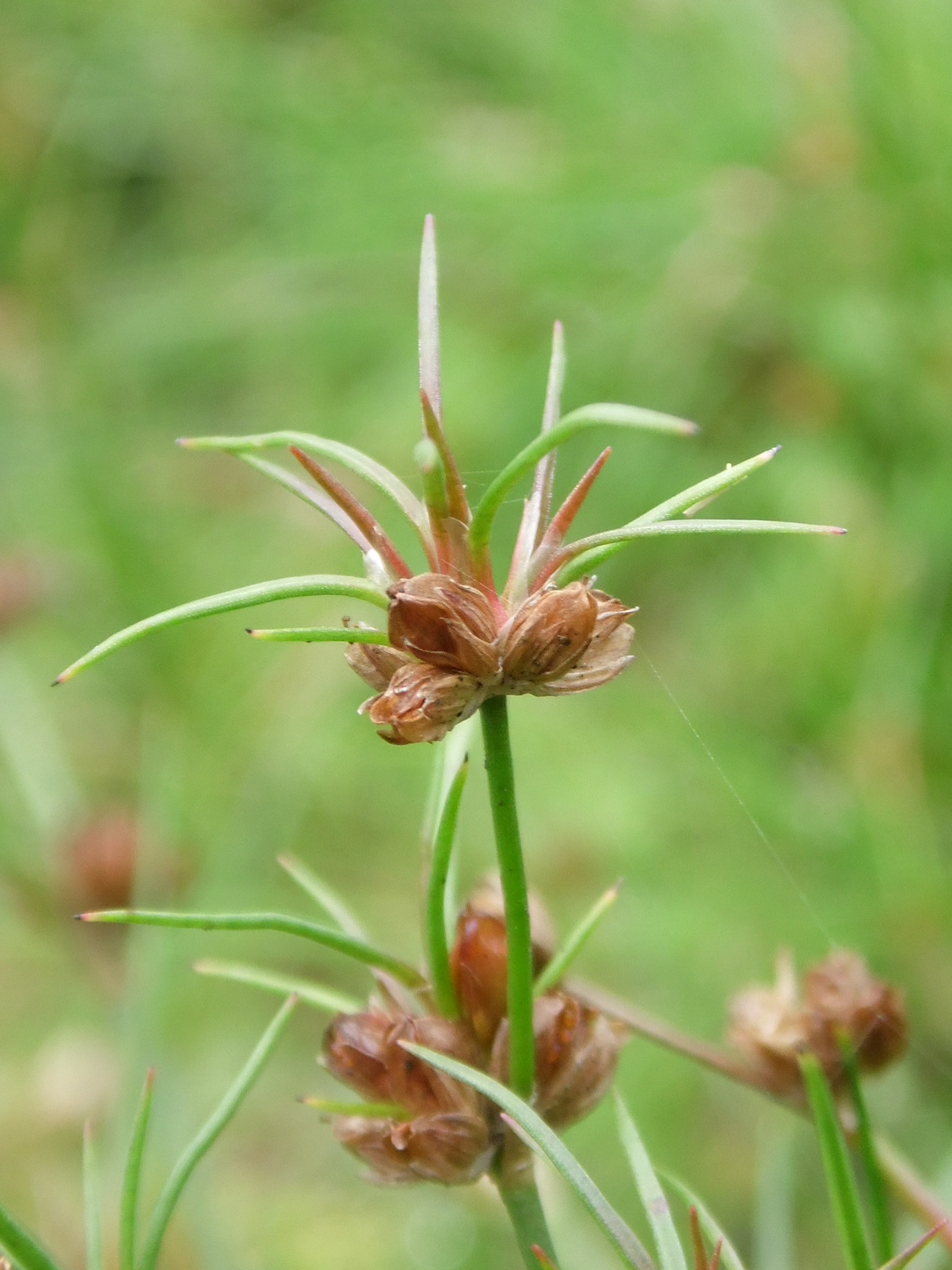
Detalle

## Descripción
Son plantas perennes, sin rizoma. Tallos delgados, erectos o decumbentes y enraizantes en los nudos, o flotantes, frecuentemente tuberoso-engrosados en la base. Hojas en su mayoría basales, y 1(-2) caulinares. con limbo delgado, pluritubuloso, imperfectamente septado o sólo en parte perfectamente septado. Flores en glomérulos, a veces sustituidas por yemas vegetativas. Tépalos de 2,5-3,5 mm; los externos ovados o lanceolados, naviculares, obtusos o agudos; los internos ovados u oblongos, planos, obtusos. Androceo con 3-6 estambres. Anteras de 0,3-0,7 mm, de 1/3 de la longitud de los filamenros a tan largas como ellos. Cápsulas tan largas o más largas que el periantio, obtusas o retusas, mucronadas, uniloculares. Semillas de 0,4-0,6 mm, reticuladas. Tiene un número de cromosomas de 2n = 40. Florece de mayo a julio.

## Distribución y hábitat
Se encuentra como vegetación anfibia vivaz de humedales y cursos de agua; a una altitud de 0-2000 metros en Europa, Macaronesia (Azores y Madeira) y Norte de África; introducida en Norteamérica, Australia y Nueva Zelanda.

## Taxonomía
Juncus bulbosus fue descrita por Carlos Linneo y publicado en Species Plantarum 1: 327–328. 1753.
Etimología
Juncus: nombre genérico que deriva del nombre clásico latino de jungere = , "para unir o vincular", debido a que los tallos se utilizan para unir o entrelazar".
bulbosus: epíteto latino que significa "con bulbos".
Sinonimia
- Juncus annuus Krock.
- Juncus confervaceus St.-Lag.
- Juncus fasciculatus Schrank
- Juncus fluitans Lam.
- Juncus husnotii (Rouy) Prain
- Juncus kochii F.W.Schultz
- Juncus setifolius Ehrh.
- Juncus subverticillatus Wulfen
- Juncus supinus Moench
- Juncus viviparus Relhan
- Juncus welwitschii Hochst. ex Steud.
- Phylloschoenus supinus (Moench) Fourr.
- Tristemon uliginosum (Roth) Raf.[5]